# Hangar

Hangar

Hangar (z fr.) – duży budynek o wnętrzu jednoprzestrzennym (hala), służący do zabezpieczania samolotów, szybowców, balonów, śmigłowców, łodzi przed działaniem czynników atmosferycznych. Często przystosowany do bieżących przeglądów i napraw. Hangar lotniczy zwykle wybudowany jest na rzucie prostokąta, a jedna z jego ścian składa się z otwieralnych elementów, co umożliwia wprowadzanie samolotów. W portach hangarami nazywane są budynki do przechowywania niedużych statków i łodzi, a także pomieszczenia do krótkotrwałego przechowywania towarów.
Na lotniskowcu – jeden lub dwa pokłady hangarowe pod pokładem startowym.
Ogólnie – obszerny budynek z szeroką bramą np. magazyn.